# Блиняев, Александр Викторович
Александр Викторович Блиняев (12 марта 1951 — 14 июля 2025, Минск) — советский белорусский легкоатлет, специалист по многоборьям. Наивысших успехов добился в 1970-х годах, чемпион Европы среди юниоров, серебряный призёр Кубка Европы в командном зачёте, серебряный и бронзовый призёр чемпионатов СССР, победитель первенств всесоюзного и республиканского значения, участник чемпионата Европы в Риме. Представлял Минск и спортивное общество «Локомотив».

## Биография
Александр Блиняев родился 12 марта 1951 года. Детство провёл на Камчатке, затем проживал в Иркутске, где в 1967 году во время учёбы в Иркутском физкультурном техникуме начал заниматься лёгкой атлетикой под руководством Александра Григорьевича Рудских. Впоследствии вместе с тренером переехал на постоянное жительство в Минск, выступал за Белорусскую ССР и добровольное спортивное общество «Локомотив».
Первого серьёзного успеха на международном уровне добился в сезоне 1970 года, когда вошёл в состав советской сборной и выступил на впервые проводившемся юниорском европейском первенстве по лёгкой атлетике в Париже, где с результатом в 7632 очка превзошёл всех соперников в зачёте десятиборья и завоевал золотую награду.
В 1971 году выиграл бронзовую медаль на чемпионате страны в рамках V летней Спартакиады народов СССР в Москве.
В 1973 году одержал победу на международном турнире в немецком Вайнхайме, установив при этом свой личный рекорд в десятиборье — 8100 очков. Помимо этого, победил в матчевой встрече со сборной США в Минске, получил серебро на чемпионате СССР в Москве. На первом в истории Кубке Европы по легкоатлетическим многоборьям в Бонне досрочно завершил выступление в десятиборье, при этом вместе с соотечественниками стал серебряным призёром мужского командного зачёта.
В 1974 году взял бронзу на чемпионате СССР в Москве, принимал участие в чемпионате Европы в Риме — в программе десятиборья набрал 7722 очка, расположившись в итоговом протоколе соревнований на восьмой строке.
В 1975 году на чемпионате страны в рамках VI летней Спартакиады народов СССР в Таллине с результатом 7687 стал восьмым.
В июле 1977 года одержал победу на соревнованиях в Витебске (7834).
В июле 1978 года отметился победой на турнире в Пинске (8015).
После завершения спортивной карьеры с 1979 года работал детским тренером по лёгкой атлетике.
Скончался 14 июля 2025 года.